# Euphyia hawthornei
Euphyia hawthornei là một loài bướm đêm trong họ Geometridae.